# Ahmed Radhi
Ahmed Radhi (àrab: أحمد راضي)  (Bagdad, 21 d'abril de 1964 - al-Numan Hospital, 21 de juny de 2020) fou un futbolista iraquià de la dècada de 1980 i entrenador de futbol.
Fou internacional amb la selecció de futbol de l'Iraq amb la qual participà a la Copa del Món de futbol de 1986.
Pel que fa a clubs, destacà a Al-Zawraa SC Bagdad.
Va morir a causa de la COVID-19.